# 陳子達 (崇禎進士)
陳子達（？—？），字匪石，號石丈，廣東廣州府番禺縣籍順德縣人，明末清初政治人物。同進士出身。

## 生平
崇禎六年（1633年）癸酉科廣東鄉試第十四名舉人，崇禎七年（1634年），聯登甲戌科會試第九十五名，廷試三甲第七十七名進士，礼部觀政，本年八月授四川巴縣知縣。

## 家族
曾祖陈世昌，祖陈孟荀，父陈弘恩，鸿胪序班。